# 凹函数
凹函数（英語：Concave function）是指下境圖为凸集的一类函数。

## 定義
如果一個有實值函數f对任意该区间内不相等的x和y和[0,1]中的任意t有
{\displaystyle f(tx+(1-t)y)\geq tf(x)+(1-t)f(y).}
则我们称f在某區間（或者某個向量空間中的凸集）上是凹的
某函數f:R→R，在x和y之間的每一點z，在圖中的點(z, f(z) )是在以點(x, f(x) )和(y, f(y) )連成的直線之上。

## 性質
如果一個可微函數{\displaystyle f}它的導數{\displaystyle f'}在某區間是單調遞減的，{\displaystyle f}就是凹的：一個凹函數的斜率單調遞減（當中遞減只是代表非遞增而不是嚴格遞減，也代表這容許零斜率的存在。）
如果一個二次可微的函數{\displaystyle f}，它的二階導數{\displaystyle f''(x)}是正值，那麼它的圖像是凸的；如果二階導數{\displaystyle f''(x)}是負值，圖像就會是凹的。
如果凸函數（也就是向上開口的）有一個「底」，在底的任意點就是它的極小值。如果凹函數有一個「頂點」，那麼那個頂點就是函數的極大值。
如果{\displaystyle f(x)}是二次可微的，那麼{\displaystyle f(x)}就是凹的若且唯若{\displaystyle f''(x)}是非正值。如果二階導數是負值的話它就是嚴格凹函數，但相反而言又不一定正確，例如當{\displaystyle f(x)=-x^{4}}。
如果{\displaystyle f}是凹的也是可微的，那麼
{\displaystyle f(y)\leq f(x)+f'(x)[y-x]}
一個在{\displaystyle \mathbb {C} }的連續函數是凹的若且唯若对于任意属于{\displaystyle \mathbb {C} }的x和y，有
{\displaystyle f\left({\frac {x+y}{2}}\right)\geq {\frac {f(x)+f(y)}{2}}}

## 例子
- 函數{\displaystyle f(x)=-x^{2}} 和 {\displaystyle f(x)={\sqrt {x}}}都是凹函數因為它們的二階導數永遠都是一個負值。
- 任何線性函數{\displaystyle f(x)=ax+b}既是凸函數也是凹函數。
- 函數{\displaystyle f(x)=\sin(x)}在區間{\displaystyle [0,\pi ]}是凹的。
- 函數{\displaystyle \log |B|}是一個凹函數，當中{\displaystyle |B|}是一個非负定矩陣的行列式。